# Final Straw: Food, Earth, Happiness
Final Straw: Food, Earth, Happiness (català: L'últim bri: Menjar, Terra, Felicitat) és una pel·lícula documental / art estrenada el juny de 2015 que porta al públic a través de granges i paisatges urbans del Japó, Corea del Sud i els Estats Units, entrevistant principals professionals del moviment de l'Agricultura natural. La pel·lícula va començar quan un artista ecologista (Patrick M. Lydon) i un editor de llibres ambientals (Suhee Kang), van tenir una trobada d'oportunitats a Seül, Corea del Sud i van començar a realitzar breus entrevistes juntament amb líders dels moviments ecològics i de justícia social. En trobar-se amb el granger coreà Seong Hyun Choi, els dos estaven tan impressionats per la seua mentalitat ecològica i la seua manera de treballar, que es van proposar produir un llargmetratge sobre el moviment. Lydon i Kang van acabar abandonant la feina, cedint la major part de les seues possessions i tornant-se rodamóns per pròpia voluntat durant quatre anys per tal de permetre's la producció de la pel·lícula.
La pel·lícula es divideix en tres seccions: 1) Vida moderna, 2) Fonaments i mentalitat de l'agricultura natural, i 3) Agricultura natural en pràctica i vida. Segons els cineastes, quan començaven a comprendre més coses sobre com la pròpia agricultura natural no s'arrelava en els mètodes, sinó en una manera de pensar, van optar per explorar les filosofies de vida i les maneres de pensar dels professionals de l'agricultura natural en un flux més lliure, i de manera artística, més que instructiva; el resultat és un documental poc convencional que presenta interludis musicals de ritme lent al costat de les entrevistes. Els crítics l'han valorat tant amb "una valoració meditativa i conscient" com "una crida inspiradora a l'acció". L'autora i música Alicia Bay Laurel va qualificar la pel·lícula com a “és tant art com un documental”.

## Producció
Lydon i Kang van gastar el que ells anomenen un "escàs" estalvi de vida per fer la pel·lícula, juntament amb els esforços voluntaris d'agricultors, traductors, escriptors i músics que havien conegut durant el viatge. Tot i que la pel·lícula va ser filmada, escrita i editada íntegrament pels dos directors, admeten fàcilment que el procés de realització de la pel·lícula va ser un esforç cooperatiu, amb més de 200 voluntaris implicats directament en el procés d'alguna manera. La banda sonora es va enregistrar amb músics professionals de cadascun dels tres països on va tenir lloc la filmació, tots ells donant el seu temps per contribuir al projecte cinematogràfic. Amb l'ajuda continuada de voluntaris internacionals, la pel·lícula està disponible en quatre idiomes (anglès, coreà, japonès, vietnamita), i en tres més (xinès, portuguès, francès).

## Recorregut i recepció crítica

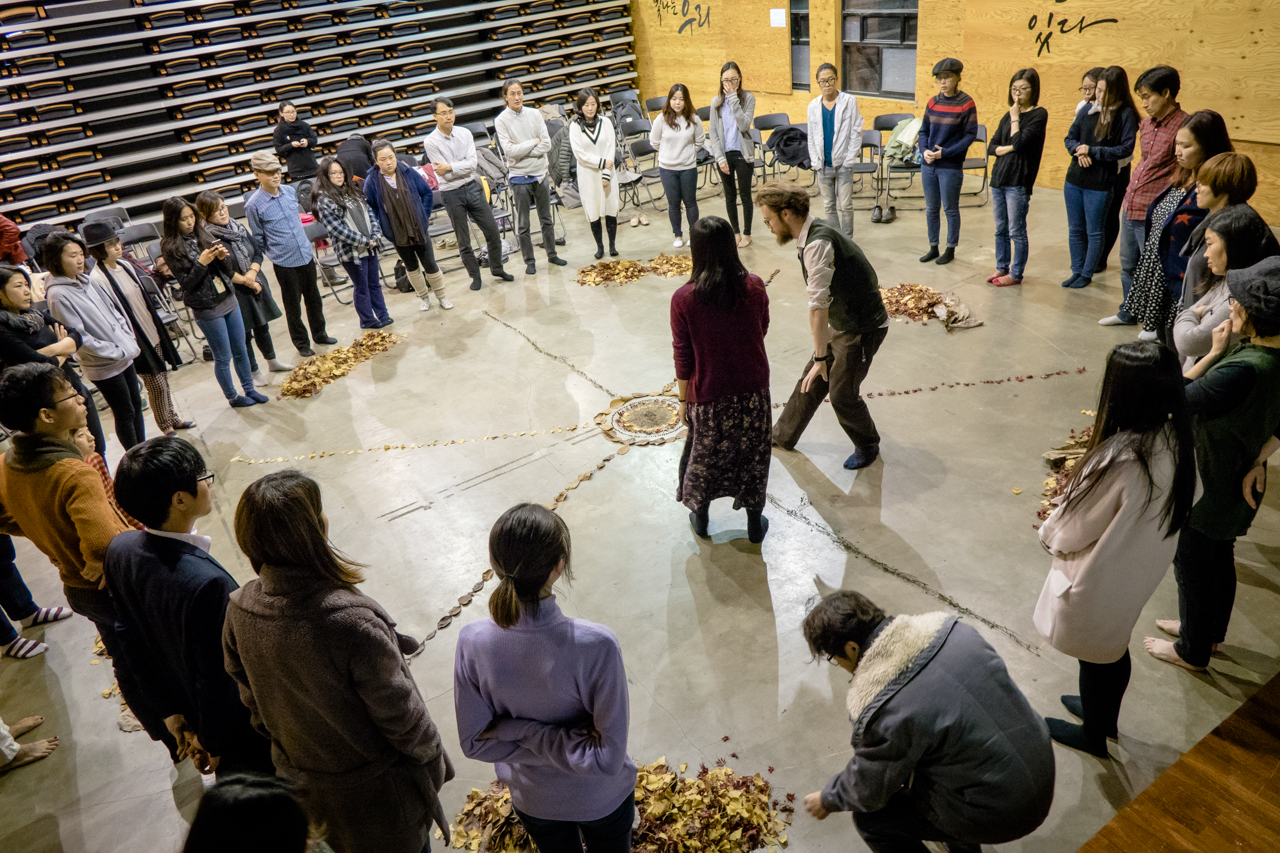
Els artistes i cineastes, Patrick M. Lydon i Suhee Kang, acullen un taller de mandala després de la projecció de la seua pel·lícula a Seül, Corea del Sud.

Frustrats per la manca d'opcions de distribució i festival de pel·lícules per a pel·lícules de baix pressupost i sense pressupost, els cineastes van prendre la decisió de gestionar la distribució i el recorregut de la mateixa manera que es va fer pel rodatge, mitjançant un esforç cooperatiu. Amb l'ajuda de voluntaris, propietaris independents de teatre i organitzadors de la comunitat, van iniciar una gira extensa a tot el Japó i Corea del Sud durant el període 2015-2016, amb la finalitat de projectar la pel·lícula a més de 130 escenaris.
En lloc de simplement projectar la pel·lícula, els cineastes van decidir fer una transició de la seua organització de producció de mitjans de comunicació SocieCity, cap a un vehicle per a l'art i la comunitat. Van fer un punt per acollir esdeveniments interactius juntament amb les seues projeccions i, en diversos casos, van romandre a les comunitats fins a tres mesos alhora que construïen horts naturals i acollir un projecte que anomenen REALtimeFOOD, un restaurant cultivat per encàrrec que connecta el idees de la pel·lícula amb pràctiques del món real en agricultura, gastronomia i artesania. En la majoria dels casos, aquests esforços van ser finançats per ajuts de les organitzacions filantròpiques locals i/o amb el suport de les pròpies comunitats.
Interessat per la manera no convencional de la pel·lícula i de la seua gira, diverses revistes i diaris del Japó i Corea van seguir els directors durant diverses parts del seu viatge, sobretot les revistes ESSEN, Bar and Dining, i Road, i els diaris Shikoku Shinbun i Huffington Post.
Durant la gira, la pel·lícula va ser finalment acceptada en festivals com el Tassie Eco Film Festival i el Belleville Doc Fest.